# Rallye Monte Carlo 1993
Rallye Monte Carlo 1993 byla úvodní soutěž Mistrovství světa v rallye 1993. Zvítězil zde Didier Auriol s vozem Toyota Celica GT-4 ST-185.

## Průběh soutěže
Auriol přešel do týmu Toyota Motorsport spolu s Juhou Kankkunenem poté, co tým Lancia Racing ukončil působení. Tým Ford M-Sport zde poprvé nasadil vozy Ford Escort RS Cosworth. Také tým Mitsubishi Ralliart zde poprvé nasadil vozy Mitsubishi Lancer RS. Auriol hned na prvním testu vyjel mimo trať a ulomil kolo. Carlos Sainz na voze Lancia Delta HF Integrale 16V Jolly Clubu měl defekt. Do vedení se dostal jeho týmový kolega Andrea Aghini. Auriol měl problémy i na dalších testech, když měl defekt, udělal jezdeckou chybu a zasekla se mu ruční brzda. V průběhu etapy se do vedení dostal Francois Delecour s Fordem. Za nim byli Aghini, Miki Biasion, Auriol, Sainz a Kankkunen. Aghini a Sainz pak v závěru druhé etapy vylétli na stejném místě z trati a ztratily mnoho času. Ostatní se tak posunuli pořadím vzhůru. Za Kankkunena se posunuli Kenneth Eriksson a Armin Schwarz. Noční etapa tradičně vedla průsmykem Col de Turini. První průjezd vyhrál Delecour ale další vyhrál Auriol a posunul se na druhé místo. Auriol vyhrál všechny zbývající úseky a obhájil své vítězství z Rallye Monte Carlo 1992.

## Výsledky
1. Didier Auriol, Bernard Occelli - Toyota Celica GT-4 ST-185
2. Francois Delecour, Daniel Grataloup - Ford Escort RS Cosworth
3. Miki Biasion, Tiziano Siviero - Ford Escort RS Cosworth
4. Kenneth Eriksson, Staffan Parmander - Mitsubishi Lancer RS
5. Juha Kankkunen, Juha Piironen - Toyota Celica GT-4 ST-185
6. Armin Schwarz, Nicky Grist - Mitsubishi Lancer RS
7. Olivier Burri, Christophe Hofmann - Ford Sierra RS Cosworth
8. Bruno Thiry, Stéphane Prévot - Opel Astra GSI
9. Christophe Spiliotis, Hervé Thibaud - Lancia Delta HF Integrale
10. Jean-Baptiste Serpaggi, Francis Serpaggi - Ford Escort RS Cosworth